# Ptecticus concinnus
Ptecticus concinnus är en tvåvingeart som beskrevs av Samuel Wendell Williston  1900. Ptecticus concinnus ingår i släktet Ptecticus och familjen vapenflugor. Inga underarter finns listade i Catalogue of Life.